# Eurytoma leuconeura
Eurytoma leuconeura är en stekelart som beskrevs av Cameron 1913. Eurytoma leuconeura ingår i släktet Eurytoma och familjen kragglanssteklar.
Artens utbredningsområde är Guyana. Inga underarter finns listade i Catalogue of Life.